# Stylostomum ellipse
Stylostomum ellipse är en plattmaskart som först beskrevs av Dalyell 1853.  Stylostomum ellipse ingår i släktet Stylostomum, och familjen Euryleptidae. Arten är reproducerande i Sverige.